# ダニエル・スプロング
ダニエル・スプロング（Daniël Sprong、1997年3月17日 - ）は、オランダ王国北ホラント州アムステルダム出身のプロアイスホッケー選手。NHLのシアトル・クラーケンに所属している。

## 経歴
オランダのアムステルダムでアイスホッケーを始めた。5歳のときには13歳以下クラスのジュニアチームでプレーしていた。2005年にカナダ・ケベック州のビザールに一家で移住した。 
ケベック移住後、現地のジュニア・リーグでプレーし、2011年シーズンはアメリカ合衆国ペンシルベニア州を本拠とするウィルクスバリ・スクラントン・ナイツに在籍した。翌年はケベックに戻るが、カナダ市民権を取得しておらずオランダ国籍のままであったため、Midget AAAリーグ（15歳-17歳を対象とするケベック州のジュニア・トップリーグ）のクラブには加入できず、2部に相当するMidget AAのクラブでプレーすることとなった。 
2013年シーズンからはQMJHL（ケベック・メジャー・ジュニア・ホッケー・リーグ）のシャーロットタウン・アイランダーズに所属。2015年のNHLドラフト全体46位でピッツバーグ・ペンギンズから指名を受けた。 
2015年8月にペンギンズと3年間のエントリーレベル契約に合意。2015-16シーズンの開幕ロースターに登録され、10月8日のダラス・スターズ戦でNHLデビューを果たした。デビュー4戦目となる10月15日のオタワ・セネターズ戦では初得点を記録した。
2018年12月3日にトレードでアナハイム・ダックスへ移籍した。
2020年2月、トレードでワシントン・キャピタルズへ移籍した。
2022年3月、トレードでシアトル・クラーケンへ移籍した。